# Histioteuthis reversa

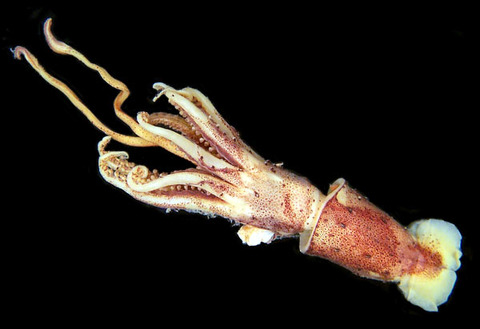
Esemplare catturato sopra il Bear Seamount

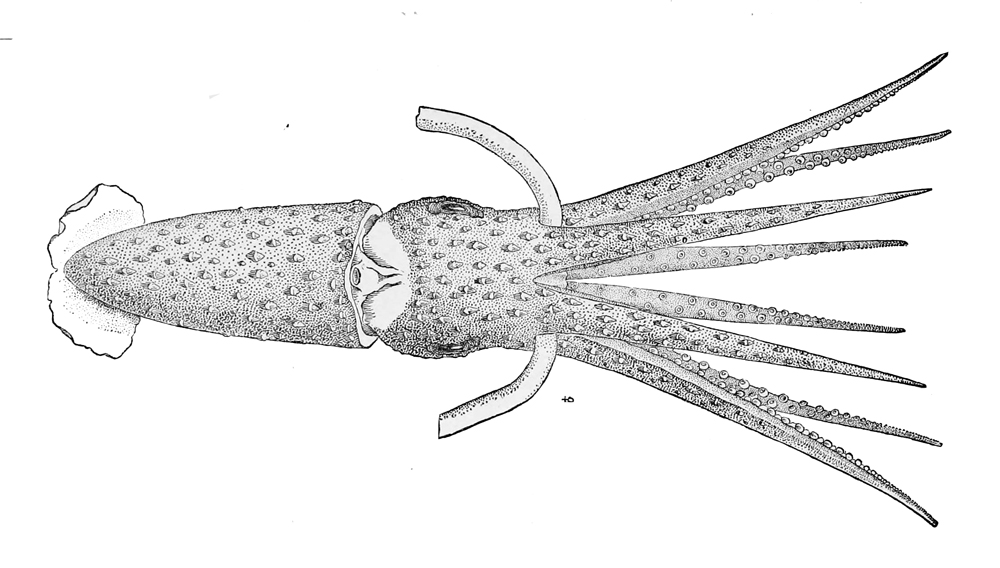
Illustrazione del 1879

Histioteuthis reversa (Verrill, 1880) è una specie di mollusco cefalopode appartenente alla famiglia Histioteuthidae presente nell'oceano Atlantico, nel mar Mediterraneo e nell'oceano Indiano.

## Distribuzione e habitat
È diffusa nell'oceano Atlantico e nel mar Mediterraneo; è comune soprattutto nell'emisfero nord. Il suo areale si estende a nord fino a Terranova e Labrador e all'Islanda. È presente in parte dell'oceano Indiano ma non nel golfo del Messico. Gli adulti vivono tra 600 e 1300 m di profondità.

## Descrizione
Il mantello raggiunge i 19 cm di lunghezza. Presenta 4 paia di braccia e un paio di tentacoli; come negli altri Histioteuthis l'occhio sinistro è più grande del destro. La lunghezza delle braccia è leggermente maggiore di quella del mantello (meno di una volta e mezza). Le pinne sono circa un terzo del mantello e ampie circa la metà. Sulla superficie inferiore del mantello e intorno agli occhi sono presenti fotofori.

## Biologia
Poco nota.

### Predatori
È predata da cetacei come Kogia breviceps e il capodoglio. Nel mar Mediterraneo è parte importante dell'alimentazioni di molti grandi animali pelagici come la verdesca, la stenella striata e e il grampo, nonché animali batipelagici come il lemargo.

## Conservazione
È classificato come "a rischio minimo" (LC) dalla lista rossa IUCN perché ha un areale molto ampio.